# Литвинчук Юрій Захарович
Юрій Захарович Литвинчу́к (нар. 9 лютого 1930, Київ — пом. 23 серпня 1957, Київ) — український радянський художник; член Спілки радянських художників України з 1956 року.

## Біографія
Народився 9 лютого 1930 року в місті Києві (нині Україна). Упродовж 1948—1954 років навчався у  Київському художньомц інституті, де його викладачами були зокрема	Костянтин Єлева, Олександр Пащенко.
Був інвалідом. Помер у Києві 23 серпня 1957 року.

## Творчість
Працювава у галузях книжкової і станкової графіки (ілюстрації книг, плакати, естампи) та станкового живопису (пейзажі, портрети, натюрморти, жанрові картини). Серед робіт:
живопис
- «Київ. Зимовий пейзаж» (1948);
- «Свалява. Гірська річка» (1949);
- «Батько» (1950);
- «Старосілля. Після дощу» (1952);
- «Дніпрові схили. Осінь» (1954);
- «Крани» (1955);
- «Дружина» (1955);
- «Мати» (1955);
- «Поділ» (1955);
- «Сутінки над Дніпром» (1955);
- «Гортензії» (1956);
- «Автопортрет» (1956);
- «Захід сонця» (1957);

пастелі
- «Троянди» (1951);
- «Київ увечері» (1953);

акварелі
- «Схили за художнім інститутом» (1952);
- «Батько», «Мати у хустці» (1953);
- «Біля Дніпра. Останні промені» (1955);
- «Натюрморт із краваткою» (1956);
- «Весна» (1957);
- «Вечірня заграва» (1957);
- «Передгроззя» (1957);
- «Хліб» (1957);
- «Яблука» (1957);
- «Бузок на жовтогарячому тлі» (1957);

офорти
- «У ліжку» (1952);
- «Сухі дерева» (1952);
- «Ялинки під Уржумом» (1952);
- «Мати» (1953);
- «Понад Дніпром» (1953);
- «Каховка. Дерева на березі» (1953);
- «Драбівський мотив» (1954);

малюнки
- «Дружина» (1953);
- «На будівництві шлюзу» (1955, вугілля, крейда);
- «Зварювальник» (1955);
- «Мати» (1956, туш);
- «Художник Олександр Данченко» (1957);
- «Учитель М. Бондаревський» (1957);
- «Кінець зими» (1957);
- «Відблиски вечірньої заграви» (1957).

плакати
- «Оволодівайте санітарними знаннями!» (1955, у співавторстві);
- «Доб'ємось високих спортивних результатів на спартакіадах Української РСР і народів СРСР!» (1955, у співавторстві);
- «Жінки світу! В боротьбі за мир єднайте ряди!» (1955, у співавторстві);
- «Збагатимо Вітчизну!» (1955, у співавторстві);
- «Ленін» (1956).

ілюстрації до
- поеми «Гайдамаки» Тараса Шевченка (1950);
- роману «Наливайко» Івана Ле (1952–1955);
- повісті «Тарас Бульба» Миколи Гоголя (1952–1957).

Брав участь у республіканських мистецьких виставках з 1950-х років. Персональна посмертна виставка відбулася у Києві у 1959 році.